# Karl-Heinz Zeidler

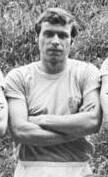
Karl-Heinz Zeidler (1971)

Karl-Heinz Zeidler (* 14. September 1944) ist ein ehemaliger deutscher Fußballspieler, der zwischen 1966 und 1973 für die BSG Wismut Aue und den FC Karl-Marx-Stadt in der DDR-Oberliga, der höchsten Spielklasse im DDR-Fußball aktiv war. Zeidler ist zweifacher DDR-Nachwuchsnationalspieler.

## Sportliche Laufbahn
Von 1963 bis 1966 spielte Karl-Heinz Zeidler bei der Armeesportgemeinschaft Vorwärts Leipzig in der zweitklassigen DDR-Liga. Innerhalb von drei Spielzeiten war er auf 55 Punktspieleinsätze gekommen und hatte dabei 19 Tore erzielt. Zur Saison 1966/67 wechselte er zum Oberligisten Wismut Aue, kam aber in seiner ersten Oberligasaison nur zu zwei Punktspieleinsätzen. In der nächsten Spielzeit war er als Stürmer bereits Stammspieler mit 25 Einsätzen bei 26 Punktspielen und sechs erzielten Toren. Im Frühjahr 1968 wurde er in den Kader der Nachwuchsnationalmannschaft berufen und kam in zwei Länderspielen zum Einsatz. Anschließend wurde er zum Fußballschwerpunkt der Region, dem FC Karl-Marx-Stadt (FCK), delegiert. Auch dort wurde er in der Saison 1968/69 sofort wieder Stammspieler, denn er fehlte nur bei fünf Punktspielen. Er wurde wie gewohnt wieder als Stürmer eingesetzt, kam aber nur auf drei Tore. In der folgenden Spielzeit 1969/70 musste er mehrfach pausieren, absolvierte nur 16 Oberligaspiele und schoss erneut nur drei Tore. Der FCK beendete die Saison als Absteiger, schaffte aber den sofortigen Wiederaufstieg. In dieser DDR-Liga-Saison wurde Zeidler in der Hinrunde nur sporadische eingesetzt und konnte erst in der Rückrunde wieder regelmäßig spielen. So kam er in den 30 ausgetragenen Punktspielen nur sechzehnmal zum Einsatz, wobei er vier Tore erzielte. 1971/72 fand er zu alter Stärke zurück und fehlte diesmal nur bei zwei Oberligaspielen. Er spielte weiter im Angriff und schoss wiederum vier Tore. In der Spielzeit 1972/73 konnte der 28-jährige Zeidler nur sechs Punktspiele in der Hinrunde bestreiten, davon zwei nur als Einwechselspieler. Nach dem Saisonende wechselte er zum DDR-Liga-Aufsteiger Motor Germania Karl-Marx-Stadt, wo er 1973/74 noch in zwölf von 22 Punktspielen eingesetzt wurde und dreimal zum Torerfolg kam. Danach beendete Karl-Heinz Zeidler seine Laufbahn als Spieler im höherklassigen Fußball, in dem er innerhalb von zwölf Jahren auf 94 Oberligaspiele mit 16 Toren und 71 Spiele mit 23 Toren in der DDR-Liga gekommen war.